# Samovolievka
Samovolievka (en rus: Самовольевка) és un poble de la República de Mordòvia, a Rússia, segons el cens del 2010 tenia vuit habitants. Es troba a la vora del riu Mokxa, a 8 km al sud de Kovílkino.